# Lojalność wobec Królestwa

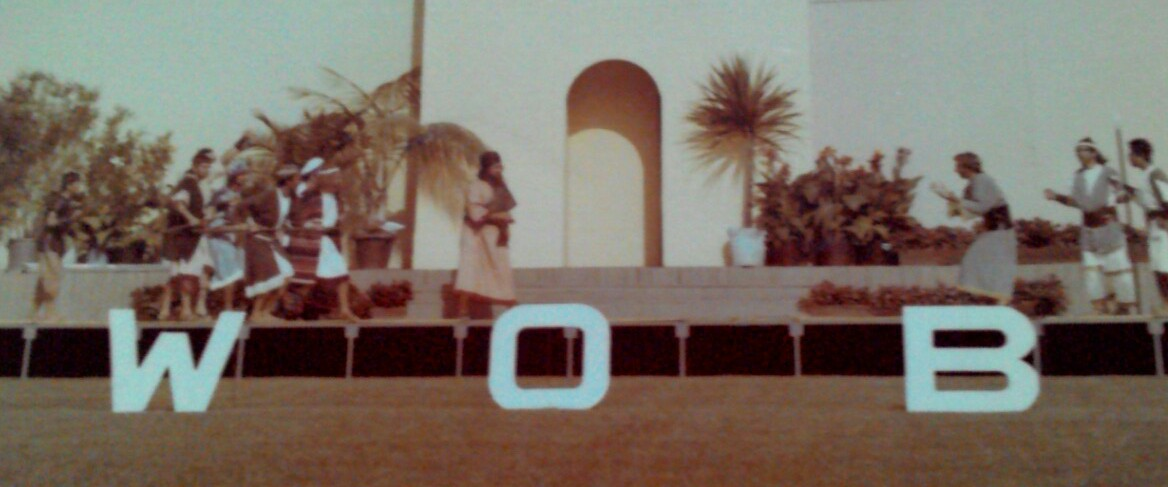
Kongres pod hasłem „Lojalność wobec Królestwa” w Wiedniu. Kostiumowe przedstawienie biblijne pt. „Jehowa nagradza swoich lojalnych” – dla polskich delegatów

Lojalność wobec Królestwa – ogólnoświatowa seria kongresów (dużych spotkań religijnych) o charakterze międzynarodowym, zorganizowanych przez Świadków Jehowy, które rozpoczęły się w czerwcu 1981 roku na półkuli północnej, a zakończyły się w styczniu 1982 roku na półkuli południowej. Na całym świecie w czterodniowych kongresach wzięło udział 4 147 256 osób, a 44 357 zostało ochrzczonych.

## Kongresy
Zdaniem Świadków Jehowy głównym tematem Biblii jest Królestwo Boże. Ponieważ celem tej serii kongresów było uwypuklenie tego tematu, nadano jej przewodnie hasło: „Lojalność wobec Królestwa!”. Celem kongresów było według organizatorów, Ciała Kierowniczego Świadków Jehowy, „przekonanie wszystkich obecnych, że „królestwo naszego Pana i Jego Chrystusa” coraz silniej oddziałuje na życie wszystkich dzisiejszych czcicieli prawdziwego Boga (Obj. 11:15) (...). Temat „lojalności wobec Królestwa” harmonizował ze słowami króla Dawida: „Lojalni twoi będą cię [Jehowo] błogosławić. Będą mówić o chwale twego królowania” (Ps. 145:10, 11). (...), a kwestia lojalności wobec Królestwa powinna oddziaływać na każdą dziedzinę naszego życia.” Cztery aspekty życia chrześcijańskiego omawiano podczas kolejnych dni zgromadzeń: Dnia rodziny (czwartek), Dnia służby polowej (piątek), Dnia zboru (sobota) i Dnia Królestwa (niedziela).

### Polska
Świadkowie Jehowy w Polsce uczestniczyli w jednodniowych tzw. konwencjach leśnych – organizowanych głównie na leśnych polanach, po zdelegalizowaniu przez władze w 1950 roku. Władze państwowe po raz pierwszy zezwoliły na zorganizowanie zgromadzeń. 5 lipca w Gdańsku zgromadziło się 5751 słuchaczy, nieco później w mniejszej hali w Skawinie i w wynajętej sali w Oświęcimiu.

### Świat
Kongresy zorganizowano w ponad 150 krajach.
Austria : W dniach od 30 lipca do 2 sierpnia 1981 roku na Gerhard-Hanappi-Stadion w Wiedniu odbył się kongres dla delegatów z Polski (ponad 5 tysięcy delegatów) oraz w obiektach sportowych z Jugosławii (głównie z Chorwacji) i z Węgier (766 osób) – z krajów, gdzie działalność nie była jeszcze zalegalizowana oraz z Austrii. Program przedstawiono w języku niemieckim, chorwackim, polskim i węgierskim. Przemówienia wygłosili także niektórzy członkowie Ciała Kierowniczego Świadków Jehowy. W organizacji kongresu wraz ze Świadkami Jehowy z Austrii współpracowali polscy Świadkowie Jehowy, dzięki czemu nabyli doświadczenia, które potem przydało się podczas urządzania dużych kongresów w Polsce. W kongresie uczestniczyła największa do tamtej pory delegacja z Polski. Po raz pierwszy władze państwowe zezwoliły im na wyjazd na taki kongres. Kongresy w języku niemieckim odbyły się również w Innsbrucku, Klagenfurcie i Linzu (również w języku chorwackim).
Hiszpania: Na 10 kongresach obecnych było 68 535 osób, a 1404 ochrzczono.
Nikaragua: W grudniu 1981 roku po zerwaniu umowy na wynajem stadionu w mieście Masaya przez władze centralne, kongres okręgowy przeprowadzono na udostępnionej przez współwyznawczynię pobliskiej kurzej fermie.
Karaiby: Na Gwadelupie z programu skorzystało 7640 osób, na Antylach Holenderskich – 2290, a w Portoryko – 31 886.
 Meksyk: W 65 kongresach wzięło udział 321 469 osób (w tym około 100 000 głosicieli).
Paragwaj: Ponad 1500 Świadków Jehowy z Paragwaju, których działalność w ich kraju była wtedy zakazana, skorzystało ze zgromadzeń w sąsiednich krajach.
 Republika Federalna Niemiec: Odbyło się 14 kongresów w 8 językach (niemieckim, angielskim, chorwackim, greckim, hiszpańskim, portugalskim, tureckim i włoskim).
Salwador: Pomimo wojny domowej w kongresach, które odbyły się w trzech głównych miastach tego kraju uczestniczyło ponad 30 000 osób.
Stany Zjednoczone: Na kongresy przybyło 1 057 237 osób, 8734 zostało ochrzczonych.
Szwajcaria: Odbyło się 5 kongresów w 4 językach (francuskim, hiszpańskim, niemieckim i włoskim).

## Niektóre punkty programu

### Dramaty (przedstawienia biblijne)
- Jehowa nagradza swoich lojalnych (przedstawienie kostiumowe oparte na biblijnej relacji z 1 Sam. 13 do 24)
- Wystrzegaj się buntowniczej mowy (przedstawienie kostiumowe oparte na biblijnej relacji z Wj 19:1–8 oraz Lb 13 do 16)

### Wykład publiczny
- „Znaki Czasu” – co one oznaczają dla Ciebie?